# Navigator of the Seas
Le Navigator of the Seas (ou MS Navigator of the Seas) est un bateau de croisière de classe Voyager appartenant à l'opérateur Royal Caribbean Cruise Line, construit aux chantiers finlandais de Turku, Kvaerner Masa-Yards (maintenant STX Europe). Il a été mis en service en décembre 2002.
Ne possédant pas le classement Panamax, il ne peut donc pas franchir les écluses du canal de Panama.